# Ми найкращі тут
«Ми найкра́щі тут» (англ. We Are Number One, буквально: «Ми  — номер один») — пісня, що її створив композитор Мані Сваварссон для ісландського дитячого телесеріалу «Байдиківка». Вперше пісня прозвучала у 12 серії 4 сезону — її виконав Стефан Карл Стефанссон у ролі антагоніста Роббі Гнильця. За сюжетом, Роббі намагається навчити своїх помічників мистецтву лиходійства та подає свою науку через пісню.
2016 року пісня здобула популярність серед користувачів інтернету, які стали робити різноманітні ремікси та пародії, пов'язані з нею. Коли у жовтні того ж року Стефанові Карлу діагностували рак підшлункової залози, поширення інтернет-мемів набуло благочинного характеру: люди стали популяризувати кампанію зі збору коштів на лікування актора. Згодом акція привернула пожертвувань на суму понад $151,000.

## Пісня мовами світу
| Мова                          | Відео                                                                 |
| ----------------------------- | --------------------------------------------------------------------- |
| Англійська                    | We Are Number One [Архівовано 27 квітня 2021 у Wayback Machine.]      |
| Арабська                      | اخيراً لقيت وي ارنمبر ون بالعربي بس احلى من الانقليزية                 |
| Болгарська                    | Първи сме в света                                                     |
| Угорська                      | Nincsen Nálunk Jobb                                                   |
| Данська                       | Vier Nummer Ét [Архівовано 19 березня 2019 у Wayback Machine.]        |
| Іврит                         | אנחנו מספר אחת [Архівовано 19 березня 2019 у Wayback Machine.]        |
| Ісландська                    | Alltaf númer eitt [Архівовано 14 листопада 2020 у Wayback Machine.]   |
| Іспанська                     | Somos La Mejor [Архівовано 31 жовтня 2020 у Wayback Machine.]         |
| Іспанська (Латинська Америка) | Somos La Mejor [Архівовано 11 лютого 2021 у Wayback Machine.]         |
| Італійська                    | I Numeri Uno [Архівовано 23 листопада 2020 у Wayback Machine.]        |
| Каталонська                   | Відео [Архівовано 19 березня 2019 у Wayback Machine.]                 |
| Китайська                     | 但是是中文歌詞 [Архівовано 19 березня 2019 у Wayback Machine.]        |
| Корейська                     | 우리는 넘버원 [Архівовано 18 травня 2021 у Wayback Machine.]          |
| Німецька                      | Wir sind nummer eins [Архівовано 14 грудня 2020 у Wayback Machine.]   |
| Нідерландська                 | Wij zijn nummer één [Архівовано 10 листопада 2020 у Wayback Machine.] |
| Норвезька                     | Vi er nummer én                                                       |
| Польська                      | My najlepszych klan [Архівовано 19 березня 2019 у Wayback Machine.]   |
| Португальська (Бразилія)      | Somos os melhores [Архівовано 19 березня 2019 у Wayback Machine.]     |
| Румунська                     | Suntem Cei Mai Tari [Архівовано 2 лютого 2020 у Wayback Machine.]     |
| Російська                     | Мы номер один [Архівовано 14 травня 2020 у Wayback Machine.]          |
| Сербська                      | Ми смо број један [Архівовано 19 березня 2019 у Wayback Machine.]     |
| Українська                    | Ми найкращі тут [Архівовано 10 серпня 2019 у Wayback Machine.]        |
| Фінська                       | Ollaan Parhaita [Архівовано 10 серпня 2019 у Wayback Machine.]        |
| Французька                    | On est les plus forts [Архівовано 19 березня 2019 у Wayback Machine.] |
| Шведська                      | Vi är nummer ett                                                      |
| Японська                      | 俺ら最高 [Архівовано 9 червня 2020 у Wayback Machine.]                |

## Завваги
1. ↑  Неофіційне озвучення.
2. ↑  Неофіційне озвучення.
3. ↑  Неофіційне озвучення.
4. ↑  Неофіційне озвучення.